# Comunidade Anarquista do Condado de Pierce

Em 1896, a Comunidade Anarquista do Condado de Pierce foi fundada por George Allen, que se graduou pela Universidade de Toronto em 1885; Oliver A. Verity, que tinha uma pós-graduação na Universidade de Oberlin; e BF O'Dell. Os três foram integrantes da extinta Comunidade Socialista Glennis (situada perto de Tacoma).
Eles construíram um barco com suas próprias mãos, cruzaram o Estuário de Puget e encontraram o local onde seria fundada a nova comunidade. Era um local às margens da Baía de Joe, situada em Carr Inlet, no Condado de Pierce (Washington). Inicialmente foram comprados 26 acres (10,5 hectares).
Para arrecadar recursos, Allen ensinou em uma escola perto de Tacoma. Verity e Odell cortaram madeira para vender como lenha.
Os novos integrantes contribuíram para ampliar as terras da comunidade, cada novo membro ajudava comprar um ou dois acres, e ficava com direito à posse desta porção de terra. Em 1901, a Comunidade já tinha 217 acres e ocupava a maior parte da parte norte da Baía de Joe. Tratava-se de uma comunidade de indivíduos e não de uma comunidade de economia comum, mas havia um centro de eventos denominado como: "Salão da Liberdade".
Para divulgar a Comunidade, foi publicado o Jornal "A Nova Era", que circulou por menos de um ano.
Após o fracasso do primeiro jornal, surgiu um segundo jornal denominado: "O descontentamento: Mãe de Progresso", dirigido por Charles Govan, um gráfico, e por James F. Morton Jr. que havia se formado na Universidade de Harvard com honras. Outros colaboradores importantes do jornal foram Henry Addis e Abner Papa, que eram oriundos da região de Portland (Oregon) e antes haviam colaborado com um jornal denominado "Firebrand", que fora banido por causa de alegações de obscenidade após a publicação de um poema alegadamente obsceno de Walt Whitman. O jornal defendeu posições liberais, como igualdade de direitos das mulheres. O jornal circulou entre 1898 e 1902, como um semanário de quatro páginas. 
Em 1900 o jornal tinha uma circulação de 1.200 exemplares por edição, com assinantes em todos os estados dos Estados Unidos, dentre eles Emma Goldman, uma anarquista notória que tinha alcançado uma reputação nacional. O jornal publicou artigos de Goldman sobre o amor livre. Goldman fez várias visitas à Comunidade.
O escritor Elbert Hubbard, também visitou e teve uma boa impressão da Comunidade.
O assassinato do presidente William McKinley, por Leon Czologosz, um anarquista polonês, em 06 de setembro de 1901, desencadeou um forte sentimento anti-anarquista, algumas pessoas mais exaltadas em Tacoma chegaram a organizar uma expedição contra a comunidade que não chegou a se realizar. Alguns dos colaboradores do Jornal foram presos, acusados de produzir material obsceno, mas foram soltos sob fiança e depois absolvidos no julgamento em 1902.
Depois disso, Lois Waisbrooker e Mattie Penhallow, editoras de "Vestida de Sol" foram indiciadas por utilizar o correio para fazer circular material obsceno. No julgamento, Waisbrooker foi condenada e Mattie absolvida. Depois disso:
1. em abril de 1902, o escritórios dos correios na Comunidade foi fechado por uma decisão de um júri federal;
2. foi proibida a postagem de "O descontentamento: Mãe de Progresso" e "Vestida de Sol", entretanto, essas duas publicações reapareceram com outros nomes, mas com conteúdo semelhante.

Com o fechamento do escritório dos correios, os moradores da Comunidade tinham que se deslocar até Lakebay, a duas milhas de distância, para utilizar serviços postais.
Em 1911, alguns integrantes da Comunidade foram presos por tomarem banho nus na Baía de Joe.
Jay Fox, um radical de Chicago envolvido no Atentado de Haymarket, estabeleceu-se na Comunidade e começou a publicar um outro jornal denominado "O Agitador", um tablóide de circulação bimestral que circulou entre 1910 e 1912. Em decorrência da defesa ao direito ao banho nu, em 1911, Fox foi preso sob a acusação de incentivar o desrespeito à lei .
Em 1921, a comunidade foi dissolvida por tribunais locais.